# Sebastián Coates
Sebastián 'Seba' Coates (Montevideo, 7 oktober 1990) is een Uruguayaans voetballer die doorgaans als centrale verdediger speelt. Hij tekende in februari 2017 een contract tot medio 2022 bij Sporting Portugal, dat hem in de voorgaande twaalf maanden al huurde van Sunderland. Coates debuteerde in 2011 in het Uruguayaans voetbalelftal.

## Clubcarrière
Coates begon zijn carrière in zijn vaderland Uruguay, bij Nacional. Voor die laatste club maakte hij in 2009 zijn debuut in het betaalde voetbal. Na 54 wedstrijden voor Nacional te hebben gespeeld werd hij vastgelegd door de Engelse topclub Liverpool. Hij debuteerde voor Liverpool op 18 september 2011 op White Hart Lane tegen Tottenham Hotspur. Hij verving de geblesseerde Daniel Agger na 26 minuten en zag zijn team met 4–0 verliezen. Drie dagen later startte hij voor het eerst in de basiself in de League Cup tegen Brighton & Hove Albion. Op 21 maart 2012 scoorde hij zijn eerste doelpunt voor Liverpool tegen Queens Park Rangers. Op 20 september 2012 scoorde hij in de Europa League tegen het Zwitserse BSC Young Boys. In april en mei 2014 kwam Coates zesmaal op huurbasis uit voor Nacional, in de Uruguayaanse competitie. Liverpool verhuurde hem gedurende het seizoen 2014/15 vervolgens aan Sunderland.
Coates tekende in juli 2015 een definitief contract tot medio 2019 bij Sunderland, waarmee hij in het voorgaande seizoen als zestiende eindigde in de Premier League. Het nam hem voor een niet bekendgemaakt bedrag over van Liverpool.

## Clubstatistieken
| Seizoen     | Club             | Competitie       | Competitie | Competitie | Beker | Beker | Internationaal | Internationaal | Totaal | Totaal |
| Seizoen     | Club             | Competitie       | Wed.       | Dlp.       | Wed.  | Dlp.  | Wed.           | Dlp.           | Wed.   | Dlp.   |
| ----------- | ---------------- | ---------------- | ---------- | ---------- | ----- | ----- | -------------- | -------------- | ------ | ------ |
| 2009        | Club Nacional    | Primera División | 0          | 0          | 0     | 0     | 5              | 1              | 5      | 1      |
| 2010        | Club Nacional    | Primera División | 24         | 2          | 0     | 0     | 8              | 1              | 32     | 3      |
| 2011        | Club Nacional    | Primera División | 28         | 1          | 0     | 0     | 5              | 0              | 33     | 1      |
| 2012        | Club Nacional    | Primera División | 1          | 0          | 0     | 0     | 0              | 0              | 1      | 0      |
| Club totaal | Club totaal      | Club totaal      | 53         | 3          | 0     | 0     | 18             | 2              | 71     | 5      |
| 2011/12     | Liverpool        | Premier League   | 7          | 1          | 5     | 0     | 0              | 0              | 12     | 1      |
| 2012/13     | Liverpool        | Premier League   | 5          | 0          | 4     | 0     | 3              | 1              | 12     | 1      |
| Club totaal | Club totaal      | Club totaal      | 12         | 1          | 9     | 0     | 3              | 1              | 24     | 2      |
| 2014        | → Club Nacional  | Primera División | 6          | 0          | 0     | 0     | 1              | 0              | 7      | 0      |
| Club totaal | Club totaal      | Club totaal      | 59         | 3          | 0     | 0     | 19             | 2              | 78     | 5      |
| 2014/15     | → AFC Sunderland | Premier League   | 10         | 0          | 3     | 0     | -              | -              | 13     | 0      |
| 2015/16     | AFC Sunderland   | Premier League   | 16         | 0          | 3     | 0     | -              | -              | 19     | 0      |
| Club totaal | Club totaal      | Club totaal      | 26         | 0          | 6     | 0     | 0              | 0              | 32     | 0      |
| 2015/16     | → Sporting CP    | Primeira Liga    | 13         | 0          | 0     | 0     | 1              | 0              | 14     | 0      |
| 2016/17     | → Sporting CP    | Primeira Liga    | 33         | 3          | 4     | 0     | 6              | 0              | 43     | 3      |
| 2017/18     | Sporting CP      | Primeira Liga    | 34         | 2          | 9     | 3     | 11             | 0              | 54     | 5      |
| 2018/19     | Sporting CP      | Primeira Liga    | 31         | 1          | 10    | 1     | 8              | 0              | 49     | 2      |
| 2019/20     | Sporting CP      | Primeira Liga    | 29         | 4          | 4     | 0     | 7              | 2              | 40     | 6      |
| 2020/21     | Sporting CP      | Primeira Liga    | 33         | 5          | 5     | 2     | 2              | 0              | 40     | 7      |
| 2021/22     | Sporting CP      | Primeira Liga    | 11         | 2          | 1     | 0     | 3              | 2              | 15     | 4      |
| Club totaal | Club totaal      | Club totaal      | 184        | 17         | 33    | 6     | 38             | 4              | 255    | 27     |
| TOTAAL      | TOTAAL           | TOTAAL           | 281        | 21         | 48    | 6     | 60             | 7              | 389    | 34     |

## Interlandcarrière
Coates maakte op 23 juni 2011 zijn debuut in het Uruguayaans voetbalelftal, in een oefeninterland thuis tegen Estland (3-0). Hij viel in dat duel na 59 minuten in voor Mauricio Victorino. Coates won kort daarop met Uruguay de strijd om de Copa América, het kampioenschap van Zuid-Amerika dat werd gehouden in Argentinië. Hij nam met het Uruguayaans olympisch voetbalelftal onder leiding van bondscoach Óscar Tabárez deel aan de Olympische Spelen van 2012 in Londen. In mei 2014 werd Coates door Tabárez opgenomen in de selectie voor het wereldkampioenschap 2014. Op dat toernooi speelde hij alleen mee in het groepsduel tegen Engeland, het enige duel dat Uruguay wist te winnen.
Coates maakte eveneens deel uit van de Uruguayaanse selectie die deelnam aan de WK-eindronde 2018 in Rusland. La Celeste behaalde drie zeges op rij in groep A, waarna de ploeg van Tabárez in de achtste finales afrekende met regerend Europees kampioen Portugal (2–1) door twee treffers van aanvaller Edinson Cavani. Zonder diens inbreng (kuitblessure) verloor Uruguay vervolgens in de kwartfinale met 2–0 van de latere wereldkampioen Frankrijk. Coates kwam als basisspeler in slechts een van de vijf WK-duels in actie voor zijn vaderland.

## Erelijst
| Competitie                |          |                           |          |          |
| Competitie                | Aantal   | Jaren                     |          |          |
| Nacional                  | Nacional | Nacional                  | Nacional | Nacional |
| ------------------------- | -------- | ------------------------- | -------- | -------- |
| Kampioen Primera División | 2x       | 2008/09, 2010/11          |          |          |
| Liverpool                 |          |                           |          |          |
| League Cup                | 1x       | 2011/12                   |          |          |
| Sporting CP               |          |                           |          |          |
| Kampioen Primeira Liga    | 1x       | 2020/21                   |          |          |
| Taça de Portugal          | 1x       | 2018/19                   |          |          |
| Taça da Liga              | 3x       | 2017/18, 2018/19, 2020/21 |          |          |
| Uruguay                   |          |                           |          |          |
| Copa América              | 1x       | 2011                      |          |          |